# Монтерубијаљио
Монтерубијаљио је насеље у Италији у округу Терни, региону Умбрија.
Према процени из 2011. у насељу је живело 619 становника. Насеље се налази на надморској висини од 362 м.